# José María Gil Narbón
José María Gil Narbón más conocido como Chema Gil (9 de junio de 1991, Madrid, España) es un jugador de baloncesto español.

## Trayectoria deportiva
Es un pívot formado en las categorías inferiores del Real Madrid de Baloncesto dónde jugaría durante cinco temporadas entre la Liga LEB Plata y EBA con el filial madridista, desde los 17 hasta los 21 años. 
Con la selección española sub-20 logró el bronce en el Campeonato Europeo de Croacia 2010. En el año siguiente superaría este logro consiguiendo el oro en el Campeonato Europeo de España 2011.
En 2013 recaló en el Baloncesto Alcobendas, también para jugar en Liga EBA otras tres temporadas, priorizando sus estudios sobre su carrera profesional deportiva.
En la temporada 2016-17 se marcha a Irlanda para jugar en las filas de los Swords Thunder, con los que conseguiría ser el MVP de la Copa de Irlanda.
De vuelta a España el Real Canoe se interesó por él. Durante la temporada 2017-18, se convierte en uno de los artífices del ascenso a Oro, ya que en su primera temporada en el conjunto madrileño consiguió el ascenso a la Liga LEB Oro, promediando 25.43 minutos por partido, anotando 9,6 puntos, con un porcentaje de 52% en tiros de 2, 6.1 rebotes por partido y 12,5 de valoración. Subiendo su juego y aportación en los playoffs, siendo sus números, 10.5 puntos, con un porcentaje del 54.2% en tiros de 2, 6.9 rebotes y una valoración media de 13.5 en 33 minutos de media.
En 2018 renueva su contrato con el Real Canoe por una temporada para debutar a los 27 años en Liga LEB Oro. El pívot madrileño realizaría un muy buen inicio de Liga LEB Oro, siendo el MVP de la jornada 5.
En la temporada 2019-20 cumplirá su tercera temporada en el Real Canoe. En la última temporada sus números fueron en 26,57 minutos, 10 puntos, 53% de tiros de 2, 5.2 rebotes y 10 de valoración.